# Сицкий, Алексей Юрьевич
Князь Алексей Юрьевич Сицкий (ум. 4 июля 1644 года) — стольник, рында, голова, воевода, наместник и боярин во времена правления Фёдора Ивановича, Бориса Годунова, Смутное время и правление Михаила Фёдоровича.
Из княжеского рода Сицкие. Единственный сын Юрия Васильевича Косого Сицкого. Занимал видное положения во время правления царя Михаила Фёдоровича Романова, управляя рядом Приказов.

## Биография
Впервые упоминается в разрядах 1597 года, как стольник, который присутствовал в Большой грановитой палате при приёме царского посла.
В 1598 года подписался под грамотой об избрании  царя Бориса Фёдоровича Годунова, в мае голова и есаул в государевом походе в Серпухов. Упомянут среди есаулов в государевом полку во время Новгородского похода против шведов (зима 1589/90).
В 1600 году упоминается, как первый воевода в Шацке, попал в опалу по делу Романовых, был заключён в тюрьму, а позже сослан на воеводство в Ядрин (1602-1604).
Присягнул Лжедмитрию I (1605), стоял третьим у стола во время свадьбы Лжедмитрия I и Марины Мнишек (май 1606). В 1607 году присягнул Василию Шуйскому, участвовал рындою с государевым копьём в походе к Туле.
В 1608 году оказался одним из первых перебежчиков в лагерь в Тушино Лжедмитрия II («Тушинского вора»), став одним из его советников. Затем перешел опять к Шуйским и так несколько раз, справедливо заслужив позорное прозвание "тушинского перелёта". Из-за этого в 1610 году в окружной грамоте, составленной князем Фёдором Ивановичем Мстиславским для отправки Сибирские города о соблюдении присяги королевичу Владиславу, князь Алексей Юрьевич Сицкий был назван «воровским советником».
В 1613 году, участвовал в Земском соборе, как и другие князья Сицкие, поддержал избрание царём Михаила Фёдоровича Романова, своего родственника, подписавшись третьим от бояр в грамоте об избрании, который отправил его в 1614 году на воеводство в Торопец.
Алексей  Юрьевич пожалован в бояре (15 марта 1615). В этот день о присутствовал у государева стола и был пожалован за Торопецкую службу шубой и кубком. После него шубой и ковшем был пожалован князь Фёдор Андреевич Елецкий, однако он был недоволен и бил челом царю о том, что ему невместно идти после князя Сицкого, а также получать меньшую награду. Михаил Фёдорович отказал князю Елецкому, после чего тот был должен государево жалование получать после князя Сицкого.
В 1616 году воевода в Торопце, затем назначен наместником в Нижний Новгород. В том же году он участвовал вторым послом в посольстве в Смоленск на съезде с польскими послами. Тогда же он имел денежный оклад в Устюжской четверти 400 рублей.
В 1617-1619 годах начальник приказа Казанского дворца. В 1618 году участвовал в Москве во время осады города королевичем Владиславом. В том же году он был в ответе с персидским послом. В 1619 году упомянут первым судьёю в приказе Казанского дворца, стоял при сказывании боярства князю Черкасскому.  В марте 1620 года обедал с Государём.
В 1621 году первый воевода в Вязьме.
В 1622—1627 годах возглавлял Московский судный приказ, где упомянут первым судьёю.
В 1624 году Алексей Юрьевич с женой были в «сидячих» боярах и боярынях на первой свадьбе царя Михаила Фёдоровича с княжной Марии Владимировной Долгоруковой. Ф.Л. Бутурлин, против него и князя И.И. Одоевского возбудил местническое дело, которое вероятно было из-за порядка размещения их жён на царской свадьбе, где А.С. Бутурлина была — 5-й, а М.М. Одоевская и А. Сицкая — 3 и 4 соответственно.
В 1625 году участвовал при отпуске Кизильбашского посла.
В 1626 году присутствовал на второй свадьбе царя — с Евдокией Лукьяновной Стрешневой, сидел четвёртым за большим государевым столом. В том же году он упоминается, как начальник Поместного приказа
В 1628—1629 годах первый воевода в Казани, перед отъездом обедал у Государя. В 1629 году упомянут воеводою Сторожевого полка в Пронске. В августе 1630 года и сентябре 1631 года участвовал в царском походе в Троице-Сергиев монастырь, где обедал с Государём.
В 1631 году участвовал в приёме шведского посла.
В 1632—1636 годах возглавлял Пушкарский приказ. В 1635 году упомянут при приёме персидских послов в Грановитой палате.
В 1637 году участвовал в приёме литовского гонца.
В период 1617—1637 годов Алексей Юрьевич часто сопровождал царя в походах на богомолье, а также обедал у него в торжественные дни. В 1635, 1637, 1638 и 1640 годах обедал у патриарха Иоасафа.
В 1638 году вновь глава Московского судного приказа. В этом году он наблюдал в Москве за подворной переписью людей «для осадного времени», дневал и ночевал у гроба царевича Василия Михайловича.
В 1638—1641 годах во время службы князя Дмитрия Михайловича Пожарского в Переяславле Рязанском заменял его в Москве (от Москвы реки до Яузы) у городового земляного дела.
Состав владений Алексея Юрьевича зафиксирован в писцовой выписке 1620 года письма и дозора Юрия Редрикова и подьячего Михаила Неверова. В них состав входила старая вотчина отца и деда в Ярославском уезде — сёла Лацкое, Покровское и Воскресенское на реках Чернаве и Корбаке с деревнями. Кроме того за ним была вотчина дяди, князя Ивана Васильевича Сицкого, жребий села Покровское на реке Сить с деревнями. Всего в состав вотчины князя Алексея Юрьевича Сицкого входило 4 села, 33 деревни, 114 пустошей; в них два двора вотчинниковых, 11 людских, 54 крестьянских, 52 бобыльских, 8 пустых, земли всего 2086 четей в поле.
Умер 05 июля 1644 года.

## Брак и дети
Жена: княжна Евдокия Дмитриевна (ум. 4 декабря 1634), дочь князя Д.М. Пожарского:
Дети:
- Авдотья — жена боярина Глеба Ивановича Морозова[8].
- Фёдор (ум. до 1627) — стольник (1613), комнатный стольник царя Михаила Фёдоровича[1], участник двух его свадеб, похоронен в Новоспасском монастыре, женат на Марии Ивановне Измайловой.